# Echeveria pilosa
Echeveria pilosa là một loài thực vật có hoa trong họ Crassulaceae. Loài này được J.A.Purpus miêu tả khoa học đầu tiên năm 1917.